# Kathedrale von Orange

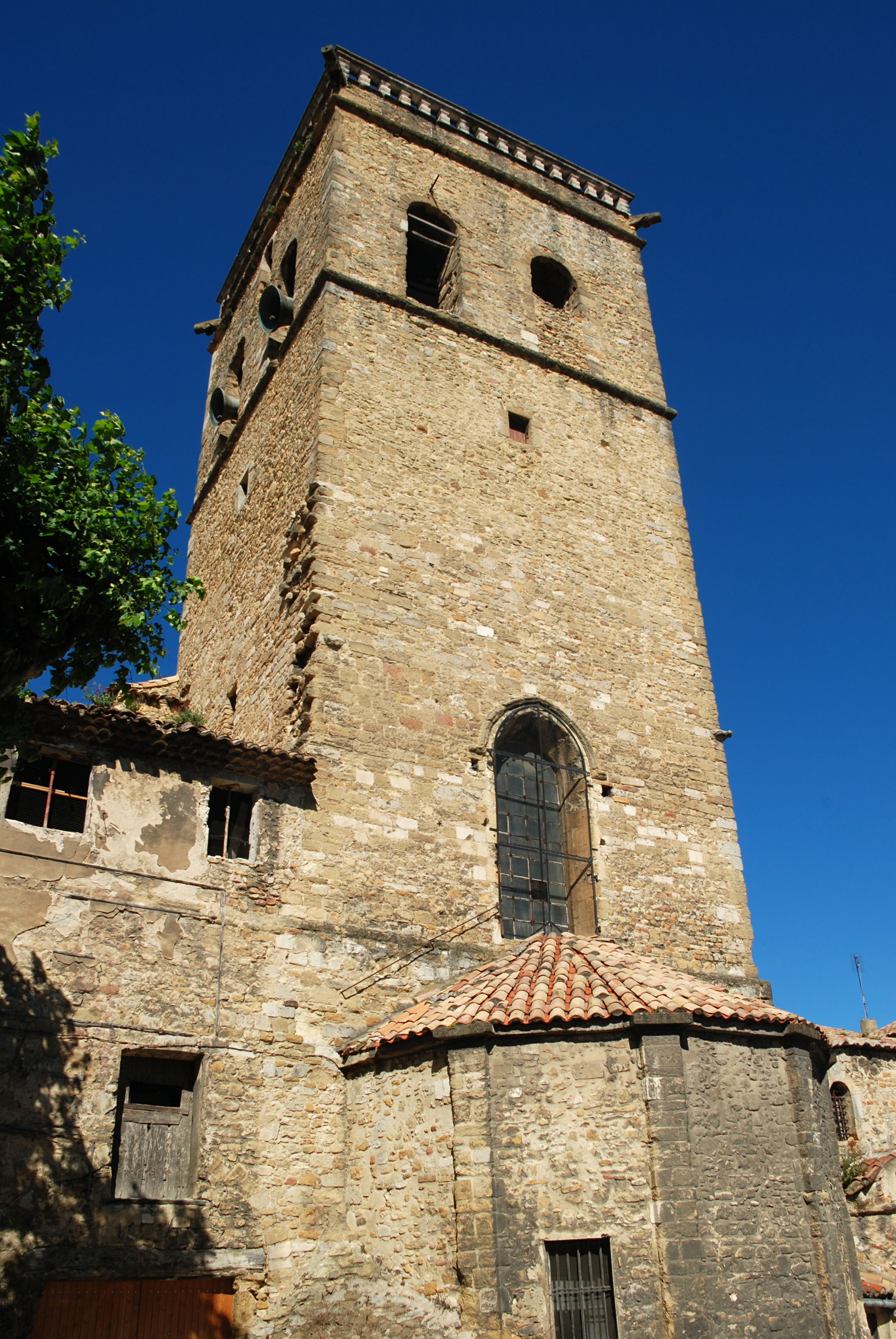
Kathedrale von Orange, romanischer Chorturm (clocher) und Apsis

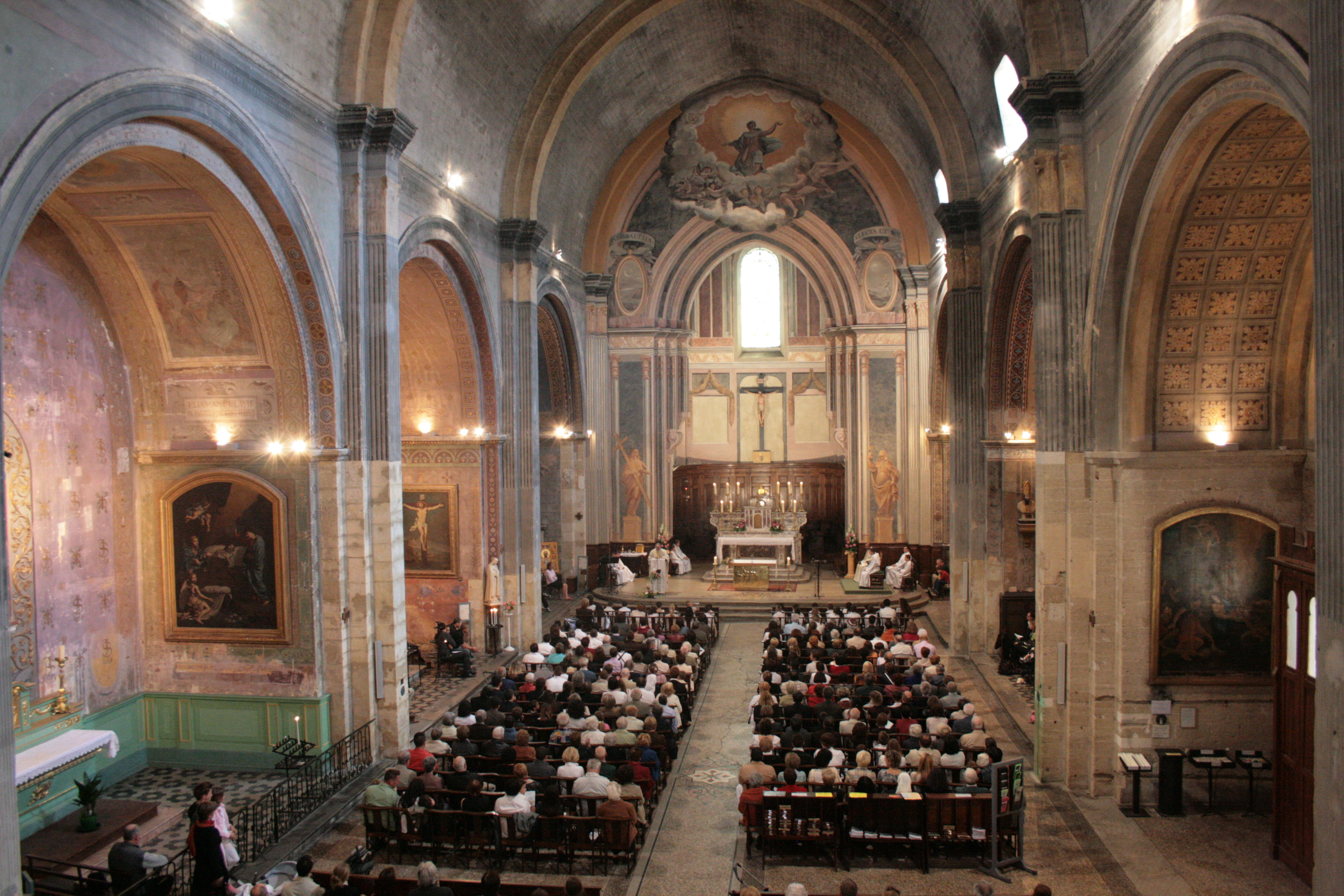
Langhaus und Chor

Die ehemalige Kathedrale von Orange (französisch Cathédrale Notre-Dame-de-Nazareth) war die Hauptkirche des bereits in der Spätantike existierenden römisch-katholischen Bistums Orange in der provençalischen Stadt Orange (ehemals Arausio) im Département Vaucluse im Südosten Frankreichs. Der Kirchenbau ist seit dem Jahr 1921 als Monument historique anerkannt.

## Lage
Die von antik-römischen Bauten (Ehrenbogen, Theater) geprägte Stadt Orange liegt etwa 5 km östlich des heutigen Flussbetts der Rhone. Die ehemalige Kathedrale liegt in der Altstadt ca. 100 m nördlich des Rathauses (Hôtel de Ville) bzw. ca. 400 m nördlich des antiken Theaters.

## Geschichte
Bischofsnamen sind in Orange bereits für das 4. Jahrhundert nachgewiesen. Der heutige Kirchenbau ist jedoch noch in Teilen romanisch und entstammt erst dem frühen 12. Jahrhundert; er wurde in der Zeit der Hugenottenkriege (1562–1598) schwer beschädigt, aber von Philipp Wilhelm von Oranien († 1618) restauriert. In der Zeit der Französischen Revolution wurde das Bistum Orange aufgelöst, doch die ehemalige Kathedrale existierte als Pfarrkirche weiter.

## Architektur
Die eher unansehnliche Westfassade beinhaltet ein Portal im klassizistischen Stil. Bedeutender ist das Portal auf der Südseite, denn es enthält noch Dekorelemente aus der Zeit der Romanik, aus der auch der Chorturm (clocher) und die daran anschließende polygonal gebrochene Apsis stammen.
Das etwa 16 m breite Spitztonnengewölbe des einschiffigen Langhauses wird von mächtigen Strebepfeilern stabilisiert, zwischen denen sich Seitenkapellen befinden.

## Ausstattung
Die Kirche enthält einige figürliche Malereien aus dem 17. Jahrhundert, doch ist die Ausstattung insgesamt eher weniger interessant.